# Dyscheilia inornata
Dyscheilia inornata är en fjärilsart som beskrevs av Paul Dognin 1911. Dyscheilia inornata ingår i släktet Dyscheilia och familjen mätare. Inga underarter finns listade i Catalogue of Life.